# Buenavista (Cajeme)
Buenavista es un pueblo del municipio de Cajeme ubicado en el sur del estado mexicano de Sonora, en la zona del valle del Yaqui. Según los datos del Censo de Población y Vivienda realizado en 2020 por el Instituto Nacional de Estadística y Geografía (INEGI), Buenavista tiene un total de 451 habitantes.

## Historia
Fue fundado bajo el nombre de San Carlos de Buenavista en 1619 por el misionero jesuita de los Países Bajos Españoles Martín Burgencio junto a la misión de San Pedro de Cumuripa. En 1765 se estableció un presidio en la zona con el fin de defender la población.

## Geografía
Buenavista se sitúa en las coordenadas geográficas 27°48'00" de latitud norte y 109°54'13" de longitud oeste del meridiano de Greenwich, a una elevación de 54 metros sobre el nivel del mar.